# Pikes Peak International Hill Climb
Pikes Peak International Hill Climb ("Subida de Montaña Internacional de Pikes Peak"), conocida también como The Race to the Clouds ("La carrera hacia las nubes"), es una carrera de montaña que tiene lugar en Pikes Peak, estado de Colorado, Estados Unidos cada julio desde el año 1916, por lo general el Día de la Independencia de los Estados Unidos (4 de julio). Participan diversas clases de vehículos bajo un reglamento propio: automóviles, camiones, motocicletas y cuatrimotos.
La carrera se desarrolla en un camino de 19.983 metros de longitud y 156 curvas. La salida se ubica a 2866 metros sobre el nivel del mar y la llegada a 4301 metros, lo que implica un desnivel de 1435 metros equivalentes a una pendiente promedio de 7%. Originalmente el camino era de gravilla, pero se fue pavimentando para evitar la erosión del suelo, hasta culminar la reforma para la edición 2012.
El récord oficial fue establecido en 2018 por el piloto francés Romain Dumas, con un tiempo de 7:57.148 a los mandos de un Volkswagen I.D. R Pikes Peak.

## Historia

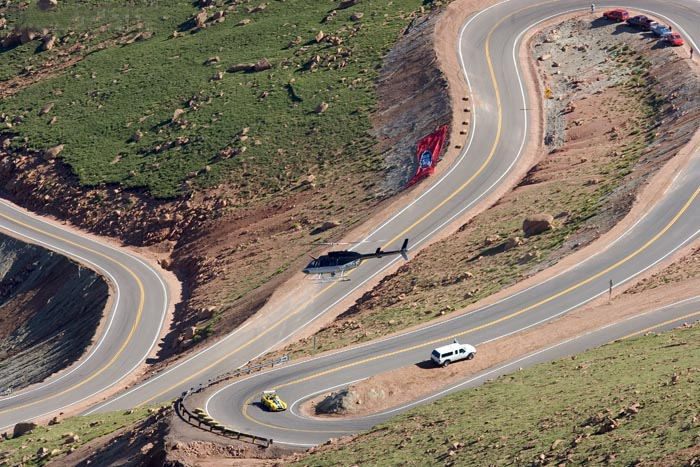
Randy Schranz durante la carrera de Pikes Peak de 2007.

El Pikes Peak International Hill Climb es la segunda competición de motor más antigua de EE. UU. solamente situada detrás de las 500 Millas de Indianápolis.
La primera edición de esta prueba se realizó en 1916. Esta fue promovida por Spencer Penrose quien tras realizar durante el año anterior una ampliación de la carretera, abierta hasta la cumbre desde 1887, y con la intención de dar a conocer la zona, organizó una carrera hacia las nubes. El vencedor de la primera edición fue el piloto Rea Lentz al volante de un Romano Demon Special con el que consiguió completar el recorrido en un tiempo de 20 minutos y 55 segundos. En este año ya se incluyó una categoría de motocicletas.
La prueba cuenta actualmente con 16 categorías para participar. La clase más antigua es la llamada Open Wheel, coches no carrozados, considerados como los auténticos coches del Pikes Peak ya que se erigieron como los vehículos más rápidos durante la primera década de la prueba. Campeones de esta categoría fueron: Mario Andretti, Al Unser, Bobby Unser y Robby Unser.
La subida tuvo que suspenderse tras este primer año por la I Guerra Mundial, motivo por el cual no se reanudó hasta 1920.
El primer gran nombre del Pikes Peak fue el de Glen Schultz quien ganó en 8 ocasiones en 10 años.
Entre 1934 y 1951 se libraría una de las grandes batallas de la montaña, el duelo entre Louis Unser y Al Rogers, quien se retiró sumando 5 victorias. Louis Unser se retiró dos años más tarde con un total de 9 victorias por lo que se le apodó King of mountain.
El protagonista en la década de los 60 pasó a ser el sobrino de Louis, Bobby Unser, quien cogió el relevo de las victorias coronándose como campeón hasta en 13 ocasiones, arrebatando así a su tío el apodo y llegando hasta nuestros días como el auténtico rey de la montaña.
La prueba de Pikes Peak fue puntuable para el Campeonato Nacional de la AAA y posteriormente el Campeonato Nacional del USAC desde 1946 hasta 1970. En dicho período, Bobby Unser venció nueve veces en la clase monoplazas, marcando el récord absoluto en siete de ellas. Asimismo, Al Unser ganó dos veces y Mario Andretti una. Más tarde obtuvieron triunfos Rick Mears y Al Unser Jr. entre otros.

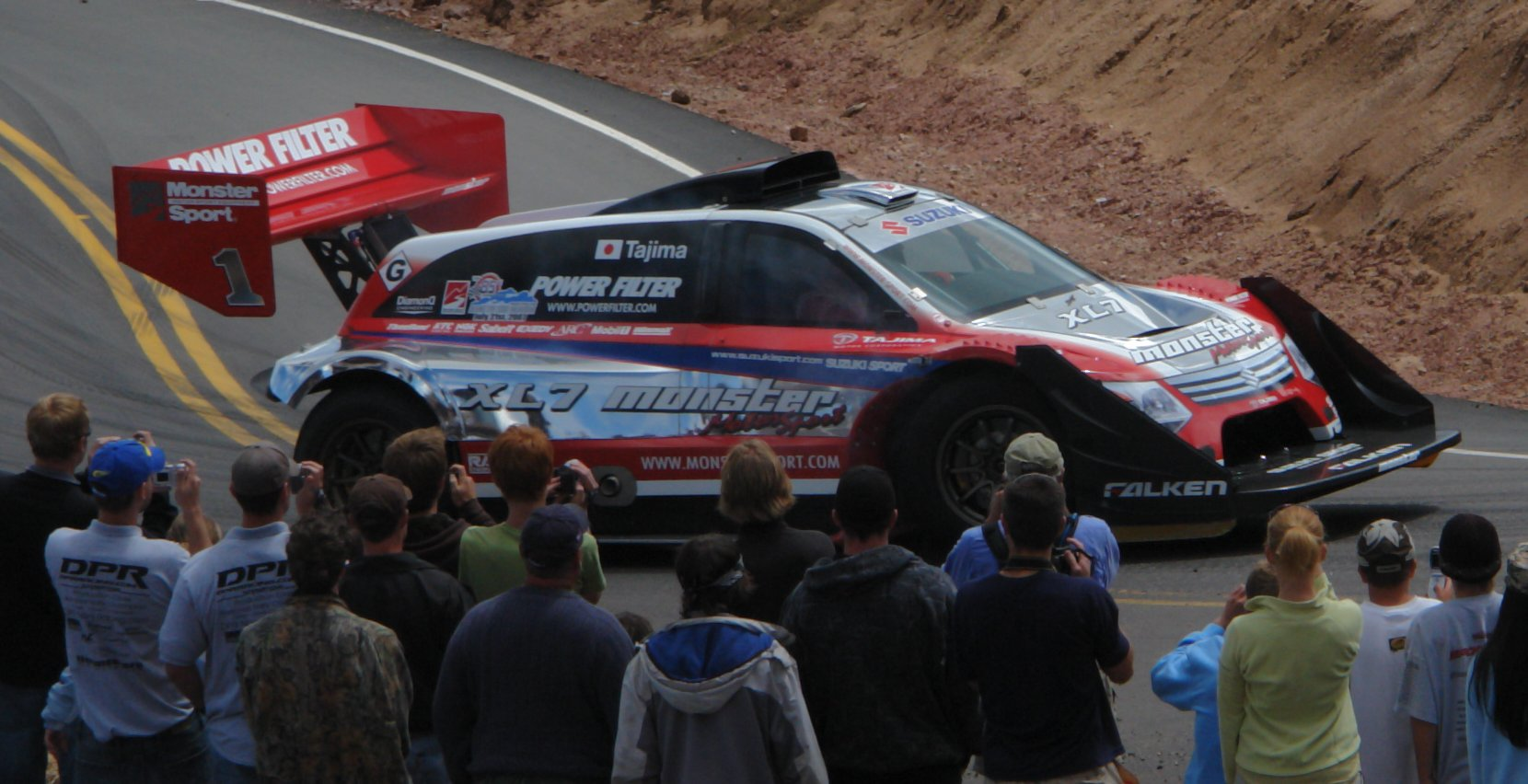
Suzuki XL7 Hill Climb Special de Nobuhiro Tajima durante su récord en la edición 2007 de Pikes Peak.

La década de 1970 se caracteriza por la aparición de vehículos preparados específicamente para esta competición, muestra de la importancia y el reconocimiento que iba adquiriendo la prueba en el país.
En 1981 se introdujo la clase Unlimited ("Ilimitada"), que cuenta con los vehículos más espectaculares. Los prototipos que participan en esta categoría llegan a sobrepasar los 1000 CV de potencia, cuentan con chasis tubulares y grandes alerones que les mantienen pegados al asfalto. En dicha categoría vencieron Bobby Unser, los pilotos europeos de rally Michele Mouton, Walter Röhrl, Ari Vatanen y Stig Blomqvist, y los especialistas Rod Millen y Nobuhiro Tajima.
La década de 1980 fue la época dorada del Pikes Peak. La prohibición de los Grupo B en el mundial de rallyes a mediados de la década de 1980 llevó a que las marcas que triunfaban en rallyes y raids comenzasen a participar en la subida catapultando a esta hacia la fama internacional.
1984 fue el año en el que por primera vez participaron dos pilotos europeos, el noruego Martin Schanche a manos del Ford Escort y la francesa Michele Mouton con el Audi Sport Quattro con el que consiguió dos victorias y tres marcas. Mouton consiguió ser la primera piloto mujer en ganar la carrera, la primera participante no estadounidense en ganarla y, en 1985, ser la primera en completar la subida en menos de 12 minutos con un tiempo de 11 minutos y 25 segundos. Fue en 1986 Bobby Unser y en 1987 Walter Röhrl quienes lograron la victoria para Audi.
En 1988 sería el campeón mundial de rally Ari Vatanen quien por fin, y tras la retirada en 1987 del equipo Audi, consiguió la ansiada victoria para Peugeot con el Peugeot 405 T16. Climb Dance es un premiado film de cine de realidad dirigido por Jean Louis Mourey, que muestra al finlandés Ari Vatanen subiendo el Pikes Peak en 1988 con un Peugeot 405 Turbo 16, año en que batió el récord.
Fue en 1992 cuando el gran piloto japonés de rally, Nubohiro “Monster” Tajima, participó por primera vez en la prueba con un Suzuki Cultus con doble motor (cada uno de 400 cv directo a un eje) con el que logró la victoria. Tajima lleva nueve victorias, imbatible desde el año 2006 hasta 2012, año en el que participó con un coche eléctrico con el cual no pudo terminar la prueba. Durante la década de los 90 se libraría otra de las grandes batallas del Pikes Peak, la lucha entre Tajima y el neozelandés Rod Millen quien supo imponerse con sus Toyota Celica y Tacoma al japonés hasta en cinco ocasiones, logrando en 1994 el récord más importante de la competición completando la subida en 10 minutos y 4 segundos cuando apenas existía el asfalto.
En la década de los años 2000, dada la gran cantidad de espectadores que acuden a la cita del 4 de julio en la montaña, grupos ecologistas han estado presionando para que la subida fuese asfaltada ya que la silueta de la montaña se estaba viendo afectada. A lo largo de esta década el recorrido de la prueba se ha ido asfaltando por tramos hasta la edición de 2012 donde el 100% de la subida se disputó por primera vez sobre asfalto. Al contrario de lo esperado, este hecho ha motivado a que diversas marcas como Ford, Dacia o Hyundai se animasen a participar con pilotos como Marcus Gronholm, Jean Philippe-Dayraut o Andreas Eriksson con la intención de batir al japonés. También el número total de participantes ha aumentado.
En 2013 participaron en la clase Unlimited varios equipos oficiales: Sébastien Loeb con un Peugeot 208 T16, que batió el récord con un crono de 8’13’’878, Jean-Phillipe Dayraut con un Mini, Nobihiro Tajima con un Toyota GT 86, y Rhys Millen con un Hyundai Genesis.
En 2014 Romain Dumas consigue la victoria absoluta en la categoría Unlimited a bordo de un Norma M20 RD Limited con un tiempo de 9:05.801, pero el protagonista es el duelo de vehículos eléctricos por conseguir la victoria absoluta sobre vehículos de combustión al quedar en segundo puesto Greg Tracy del equipo de Mitsubishi con el MiEV Evolution III a solo 3,2 segundos del ganador, estableciendo un nuevo récord para los eléctricos con un tiempo de 9:08.188.
En 2015 con la ausencia de Romain Dumas y Mitsubishi, el neozelandés Rhys Myllen consigue la primera victoria absoluta de un vehículo eléctrico en la categoría Unlimited con un tiempo de 9:07.222 con un monoplaza Oscar PP03 eO con seis motores eléctricos y 1.300 CV de potencia.
En 2016 el francés Romain Dumas consigue su segunda victoria con un tiempo de 8:51:445, seguido por Rhys Millen y Tetsuya Yamano, aunque el protagonista es el Tesla Model S P90D que con un tiempo de 11:48:264 batió el récord para vehículos eléctricos de serie.
En 2017 el francés Romain Dumas consigue su tercera victoria con un prototipo de Norma MXX RD con un tiempo de 9:05:672.
En 2017 se emitió por primera vez la carrera en directo a través de streaming.
En 2018 Romain Dumas  con el Volkswagen I.D. R Pikes Peak eléctrico consigue su cuarta victoria y el récord absoluto de la Subida a Pikes Peak con un tiempo de 7:57.148, bajando por primera vez en la historia de la prueba de los 8 minutos.
En 2019 Robin Shute (Categoría Unlimited) con el 2018 Wolf TSC-Honda con un tiempo de 09:12.476.

## Registros históricos de división y clase
NOTA: Actualizado el 10/16/2019
| Récords generales                                                                                                 | Récords generales                    | Récords generales | Récords generales       | Récords generales                 | Récords generales |
| --- | ------------------------------------ | ----------------- | ----------------------- | --------------------------------- | ----------------- |
| División | División/Clase                       | Año               | Nombre                  | Vehículo                          | Tiempo            |
| Ilimitada | Ilimitada                            | 2018              | Romain Dumas            | 2018 Volkswagen I.D. R Pikes Peak | 7:57.148          |
| Récord de 2 ruedas                                                                                                |                                      |                   |                         |                                   |                   |
| Motocicleta | Pikes Peak de peso pesado            | 2019              | Rennie Scaysbrook       | 2018 Aprilia Tuono V4 1100        | 9:44.963          |
| Récords actuales de división y clase de 4 ruedas                                                                  |                                      |                   |                         |                                   |                   |
| División |                                      | Año               | Nombre                  | Vehículo                          | Tiempo            |
| Ilimitada |                                      | 2018              | Romain Dumas            | 2018 Volkswagen I.D. R Pikes Peak | 7:57.148          |
| Tiempo de ataque 1*                                                                                               |                                      | 2019              | Raphael Astier          | 2017 Porsche 911 GT3 Cup Turbo    | 9:23.721          |
| Open Wheel |                                      | 2017              | Clint Vahsholtz         | 2013 Ford Open                    | 9:35.747          |
| Pikes Peak Open                                                                                                   |                                      | 2019              | Peter Cunningham        | 2019 Acura TLX GT                 | 9:24.433          |
| Porsche Cayman GT4 Clubsport                                                                                      |                                      | 2018              | Travis Pastrana         | 2016 Porsche Cayman GT4 Clubsport | 10:33.897         |
| *Récord establecido en 2019 antes del cambio de reglas de elegibilidad de la División Tiempo de ataque 1 de 2020. |                                      |                   |                         |                                   |                   |
| Récords actuales de división y clase de 2 ruedas                                                                  |                                      |                   |                         |                                   |                   |
| División | Clase                                | Año               | Nombre                  | Vehículo                          | Tiempo            |
| Pikes Peak de peso pesado                                                                                         | Pikes Peak de peso pesado            | 2019              | Rennie Scaysbrook       | 2018 Aprilia Tuono V4 1100        | 9:44.963          |
| Pikes Peak de peso medio                                                                                          | Pikes Peak de peso medio             | 2018              | Chris Fillmore          | 2018 KTM 790 Duke                 | 10:04.038         |
| Pikes Peak de peso ligero                                                                                         | Pikes Peak de peso ligero            | 2019              | Chris Fillmore          | 2019 KTM 450 SX-F Factory Edition | 10:20.819         |
| Motocicleta de Desafío de Pikes Peak                                                                              | Motocicleta eléctrica                | 2013              | Carlin Dunne            | 2013 Lightning Electric Superbike | 10:00.694         |
| Motocicleta de Desafío de Pikes Peak                                                                              | Quad de Pikes Peak                   | 2016              | Cyril Combes (R)        | 2011 SUZUKI KTM JF Prototype      | 11:05.664         |
| Récords reconocidos sin división ni clase                                                                         |                                      |                   |                         |                                   |                   |
| Registros según el Apéndice del Libro de Reglas de PPIHC                                                          |                                      |                   |                         |                                   |                   |
| Tipo | Tipo                                 | Año               | Nombre                  | Vehículo                          | Tiempo            |
| SUV de serie |                                      | 2022              | Simone Faggioli         | 2022 Lamborghini Urus             | 10:32.064         |
| Sidecar | Sidecar                              | 2016              | John Wood/Matthew Blank | 1999 Shelbourne Superlite F2      | 11:26.644         |
| Tiempo de ataque                                                                                                  | Tiempo de ataque 2                   | 2019              | Rhys Millen             | 2019 Bentley Continental GT       | 10:18.488         |
| Automóviles clásicos                                                                                              | Automóviles clásicos                 | 2017              | Spencer Steele          | 1995 PVA 2                        | 10:25.989         |
| Motocicletas clásicas                                                                                             | Motocicletas clásicas                | 2012              | Marc LaNoue             | 1969 Triumph Bonnie               | 12:39.782         |
| Récords con combustibles alternativos                                                                             |                                      |                   |                         |                                   |                   |
| Combustible | División/Clase                       | Año               | Nombre                  | Vehículo                          | Tiempo            |
| Eléctrico | Modificado                           | 2018              | Romain Dumas            | 2018 Volkswagen I.D. R Pikes Peak | 7:57.148          |
| Eléctrico | Exhibición                           | 2024              | Dani Sordo              | Hyundai Ioniq 5                   | 9:30.852          |
| Eléctrico | De serie                             | 2016              | Blake Fuller            | 2016 Tesla S P90D                 | 11:48.264         |
| Diésel | Exhibición                           | 2023              | Gregoire Blachon        | Radical SR3 Diesel                | 10:25.071         |
| Gas natural | OW                                   | 1993              | Johnnie Rogers          | Wells-Coyote                      | 11:50.090         |
| Propano | Exhibition/PPO                       | 2012              | Randy Schranz           | 2012 Shelby Cobra                 | 11:11.218         |
| Turbina | Open Rally                           | 1981              | Steve Bolan             | Bolan-Allison                     | 15:27.180         |
| Híbrido | Tiempo de ataque/ Tiempo de ataque 1 | 2020              | James Robinson          | 2019 Acura NSX                    | 10:01.913         |
| Récords según tracción                                                                                            |                                      |                   |                         |                                   |                   |
| Tracción | División/Clase                       | Año               | Nombre                  | Vehículo                          | Tiempo            |
| Tracción delantera                                                                                                | PPC - Pikes Peak Open                | 2018              | Nick Robinson           | 2018 Acura TLX A-Spec             | 10:48.094         |
| Tracción trasera                                                                                                  | Ilimitada                            | 2018              | Simone Faggioli         | 2018 Norma M20 SF PKP             | 8:37.230          |
| Tracción total | Ilimitada                            | 2018              | Romain Dumas            | 2018 Volkswagen I.D. R Pikes Peak | 7:57.148          |
| |                                      |                   |                         |                                   |                   |
| Registros anteriores de clase y división de 4 ruedas                                                              |                                      |                   |                         |                                   |                   |
| División | Clase                                | Año               | Nombre                  | Vehículo                          | Tiempo            |
| Eléctrico | Ilimitada                            | 2018              | Romain Dumas            | 2018 Volkswagen I.D. R Pikes Peak | 7:57.148          |
| Eléctrico | De serie                             | 2016              | Blake Fuller            | 2016 Tesla S P90D                 | 11:48.264         |
| Desafío de Pikes Peak                                                                                             | Automóvil clásico                    | 2014              | Ralf Christensson       | 1967 Ford Mustang GT350           | 10:46.000         |
| Super Stock Car                                                                                                   | Super Stock Car                      | 2011              | Clint Vahsholtz         | 2006 Ford Mustang                 | 10:55.603         |
| Mini Sprint | Mini Sprint                          | 2007              | Todd Cook               | 2000 TCE/Wells Coyote             | 11:37.629         |
| Championship | Championship                         | 2005              | John (Jack) Guynn       | 1996 Ream Racer Upright Sprint    | 12:27.660         |
| HPSS | 2WD                                  | 1997              | Rhys Millen             | Toyota Supra                      | 12:59.410         |
| HPSS | 4WD                                  | 1997              | Jeff Zwart              | Porsche Twin Turbo                | 12:24.970         |
| HPSS | HPSS                                 | 2002              | Jeff Zwart              | Porsche                           | 11:53.000         |
| Pikes Peak Production                                                                                             | Pikes Peak Production                | 1989              | Rod Millen              | Mazda MX6                         | 12:43.740         |
| Rally | Rally                                | 2002              | Mark Lovell             | Subaru Impreza                    | 11:39.630         |
| Sports Car | Sports Car                           | 1964              | Bobby Unser             | Arciero Bros. Racing Lotus 23     | 13:19.100         |
| Big Rig | Single Axle                          | 2006              | Mike Ryan               | 2005 Freightliner                 | 12:43.667         |
| Big Rig | Tandem Axle                          | 2001              | Bruce Canepa            | 1999 Kenworth T2000               | 13:59.960         |
| Camión | 4WD                                  | 1971              | Scott Marlatt           | Chevrolet-powered Jeep            | 14:35.900         |
| Camión | De serie                             | 2007              | Mike Childress          | 2003 Ford F150                    | 13:50.465         |
| Camión | No de serie                          | 1973              | Bob Seivert             | Chevrolet Jeepster                | 13:41.030         |
| Camión | Ilimitada                            | 1988              | Jerry Daugherty         | 1980 Chevy Blazer                 | 15:09.270         |
| Camión | Clase 7/E/Ligero                     | 1991              | Clive Smith             | Chevrolet S-10                    | 12:29.040         |
| Camión | Clase 8/F/Pesado                     | 1991              | Jack Flannery           | Chevrolet Half Ton                | 12:52.120         |
| Super Stock Truck                                                                                                 | Super Stock Truck                    | 1999              | Larry Ragland           | Chevy S-10                        | 11:24.360         |
| High Tech Truck & SUV                                                                                             | 4WD                                  | 2000              | Larry Ragland           | GMC Envoy                         | 11:17.660         |
| Super Stock Truck & SUV                                                                                           | 2WD                                  | 2001              | Leonard Vahsholtz       | 1996 Ford Bronco                  | 11:41.950         |
| Legends | Legends                              | 1998              | Robert Gayton           | 1940 Ford Coupe                   | 13:56.370         |
| Pro Truck | Pro Truck                            | 2006              | Charles McDowell        | Ford F150                         | 14:32.970         |
| Tiempo de ataque                                                                                                  | 2WD                                  | 2011              | Rod Millen              | Hyundai Genesis                   | 11:04.912         |
| Tiempo de ataque                                                                                                  | 4WD                                  | 2008              | David Kern/Allison Kern | 2005 Mitsubishi Lancer Evolution  | 11:48.434         |
| RMVR | Modificado                           | 2012              | John Groendyke          | 1949 Cadillac 62 Coupe            | 12:26.357         |
| RMVR | over 4.0L                            | 2012              | Jess Neal               | 1971 Plymouth Cuda                | 12:17.858         |
| RMVR | under 4.0L                           | 2012              | John Heavey             | 1967 Porsche Targa                | 12:53.367         |
| Antiguos registros de clase y división de 2 ruedas                                                                |                                      |                   |                         |                                   |                   |
| División | Clase                                | Año               | Nombre                  | Vehículo                          | Tiempo            |
| Motocicleta de Desafío de Pikes Peak                                                                              | Sidecar                              | 2016              | John Wood/Matthew Blank | 1999 Shelbourne Superlite F2      | 11:26.644         |
| Motocicleta de Desafío de Pikes Peak                                                                              | Motocicleta clásica de Pikes Peak    | 2012              | Marc LaNoue             | 1969 Triumph Bonnie               | 12:39.782         |
| Motocicleta eléctrica                                                                                             | De serie                             | 2014              | Jeff Clark              | 2013 Zero FX                      | 11:59.814         |
| Motocicleta eléctrica                                                                                             | Modificada                           | 2013              | Carlin Dunne            | 2013 Lightning Electric Superbike | 10:00.694         |
| Motocicleta | Pikes Peak 250cc                     | 2013              | Codie Vahsholtz         | 1996 Kawasaki KX 250              | 11:24.792         |
| Motocicleta | 450 Supermoto                        | 2008              | Gary Trachy             | Yamaha YZ450F                     | 11:51.865         |
| Motocicleta | 500cc                                | 2005              | Davey Durelle           | Honda 450 CRF                     | 12:22.490         |
| Motocicleta | 125cc                                | 1971              | Bill Vickery            | Yamaha                            | 17:11.570         |
| Motocicleta | Quad 450cc                           | 2009              | Michael Coburn          | 2008 Honda 450                    | 12:18.858         |
| Motocicleta | Quad 500cc                           | 2010              | Michael Coburn          | 2008 Honda 450R                   | 11:44.460         |
| Motocicleta | Open Amateur                         | 1994              | Mickey Alzola           | ATK 500                           | 13:09.320         |
| Motocicleta | 500cc Amateur                        | 1991              | Scott Dunlavey          | Yamaha 490                        | 14:18.310         |
| Motocicleta | 250cc Amateur                        | 1996              | Greg Tracy              | Honda CR250                       | 13:37.860         |
| Motocicleta | Exhibition Powersports-Z             | 2013              | Jeff Clark              | Zero FX                           | 12:00.978         |
| Motocicleta | Pikes Peak 450cc                     | 2013              | Jeffrey Tigert          | Honda CRF450                      | 10:32.964         |
| Motocicleta | Superbike 750cc                      | 2013              | Michael Henao           | 2006 Kawasaki ZX-6R               | 10:31.499         |
| Motocicleta | 1205cc                               | 2012              | Carlin Dunne            | Ducati Multistrada 1200           | 9:52.819          |
| Motocicleta | Exhibition Powersports               | 2013              | Carlin Dunne            | Lightning Electric SuperBike      | 10:00.694         |
| Motocicleta | Supermoto de peso pesado             | 2013              | Jeff Grace              | 2005 KMT 610 SMR                  | 10:57.928         |